# Ikuma Horishima
Ikuma Horishima (Japans: 堀島 行真, Horishima Ikuma) (Ikeda (Prefectuur Gifu), 11 december 1997) is een Japanse freestyleskiër. Hij vertegenwoordigde zijn vaderland op de Olympische Winterspelen 2018 in Pyeongchang.

## Carrière
Horishima maakte zijn wereldbekerdebuut in februari 2013 in Inawashiro. In januari 2014 scoorde de Japanner in Calgary zijn eerste wereldbekerpunten. In december 2015 stond hij in Ruka voor de eerste maal in zijn carrière op het podium van een wereldbekerwedstrijd. Op de wereldkampioenschappen freestyleskiën 2017 in de Spaanse Sierra Nevada werd Horishima wereldkampioen op zowel het onderdeel moguls als het onderdeel dual moguls. Op 20 januari 2018 boekte de Japanner in Tremblant zijn eerste wereldbekerzege. Tijdens de Olympische Winterspelen van 2018 in Pyeongchang eindigde hij als elfde op het onderdeel moguls.
In Park City nam Horishima deel aan de wereldkampioenschappen freestyleskiën 2019. Op dit toernooi eindigde hij als vierde op het onderdeel moguls en als achtste op het onderdeel dual moguls.

## Resultaten

### Olympische Winterspelen
| Jaar | Plaats      | Resultaten |
| ---- | ----------- | ---------- |
| 2018 | Pyeongchang | 11e Moguls |

### Wereldkampioenschappen
| Jaar | Plaats        | Resultaten               |
| ---- | ------------- | ------------------------ |
| 2017 | Sierra Nevada | Dual Moguls · Moguls     |
| 2019 | Park City     | 8e Dual Moguls 4e Moguls |

### Wereldbeker
Eindklasseringen
| Seizoen   | Algm | MO     |
| --------- | ---- | ------ |
| 2013/2014 | 205e | 42e    |
| 2014/2015 | 199e | 44e    |
| 2015/2016 | 105e | 20e    |
| 2016/2017 | 100e | 19e    |
| 2017/2018 | 12e  | Brons  |
| 2018/2019 | 5e   | Zilver |
| 2019/2020 | 5e   | Zilver |

Wereldbekerzege
| Datum            | Plaats      | Onderdeel   |
| ---------------- | ----------- | ----------- |
| 20 januari 2018  | Tremblant   | Moguls      |
| 3 maart 2018     | Tazawako    | Moguls      |
| 4 maart 2018     | Tazawako    | Dual Moguls |
| 2 maart 2019     | Sjymboelak  | Moguls      |
| 14 december 2019 | Thaiwoo     | Moguls      |
| 6 februari 2020  | Deer Valley | Moguls      |
| 1 maart 2020     | Almaty      | Dual Moguls |
| 5 december 2020  | Ruka        | Moguls      |